# Arie van Selm
Arie van Selm (geboren 1950 in Utrecht; gestorben 2024) war ein niederländischer Bildhauer und Maler. Er lebte und arbeitete in New York, Dallas und Berlin.

## Werdegang
Arie van Selm wurde 1950 in den Niederlanden geboren und wuchs in Amsterdam auf. Er studierte zuerst in Amsterdam, dann in Zürich und Stockholm. Erste künstlerische Einflüsse kamen von der CoBrA-Gruppe durch deren kräftige Strichführung und ungezähmte Farbanwendung sowie ihre Tendenz zur Abstraktion. Bei Aufenthalten in der französischen Provence erkundete er neue Farb- und Lichteffekte, die zu seiner Stilfindung beitrugen. Als Austauschstudent kam er später mit seiner Frau Jutta van Selm in die USA. Dort setzten beide ihr Studium in Austin, Texas, fort, Arie van Selm in Kunst, Jutta van Selm promovierte.
Dreizehn Jahre lang hatte van Selm ein Atelier in New York City und wurde dort von den New Yorker Galerien M-13 Gallery und Howard Scott Gallery vertreten und ausgestellt. Dann kehrte er zeitweise in die Heimat zurück. Später teilte van Selm seine Zeit zwischen den Studios in Dallas, Texas, und Berlin. Seine Krähenskulpturen in Bronze und in verschiedenen Modellen, Größen und mit unterschiedlicher Patina wurden in der Bildgießerei Noack in Berlin gegossen. Von der Galerie der Gießerei, Noack Galerie, wurde Arie van Selm auch als Künstler vertreten. Er verstarb im Frühjahr 2024.

## Werk

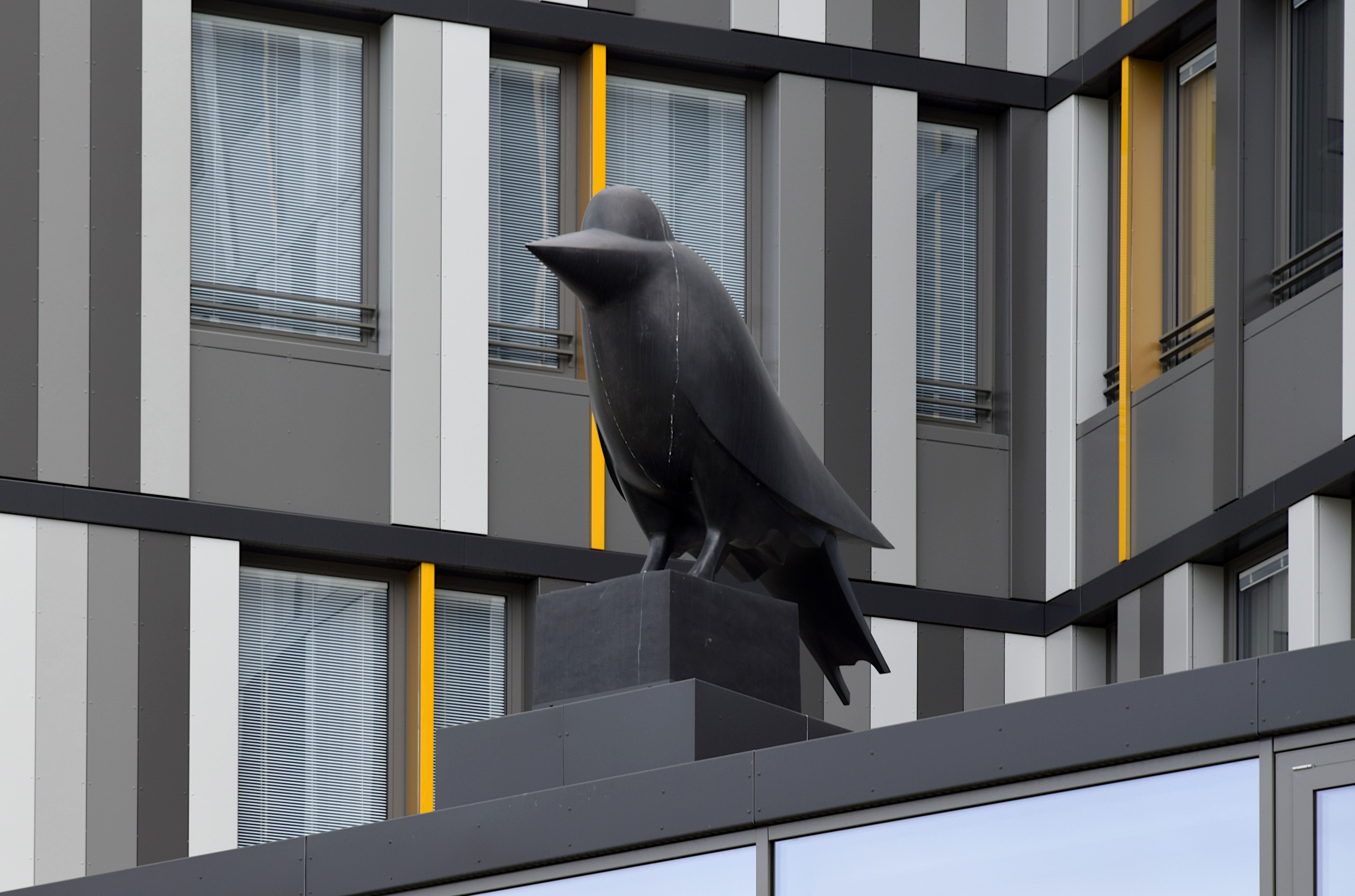
Schwarz patinierte Bronzekrähe von Arie van Selm in Berlin

Mit einem seiner Malereimotive, der Krähe, erschloss van Selm sich die Bildhauerei. Wie er sagte, entstand dieses Motiv so: „Eine Krähe im Schnee – ich betrachtete sie eine lange Zeit, sie faszinierte mich, die klare schwarze Form auf weißem Grund. Ich sah Eleganz und Kraft in ihrer Erscheinung und ihrem Gang. Ich machte sofort mehrere Zeichnungen.“ Der Schritt zur plastischen Krähe war schnell getan, und sie lebte auf Papier, Leinwand und in Bronze in vielfältigen Formen, Farben und Haltungen. Es gibt vier Modelle der plastischen Krähe: Die Schreitende, die Sitzende, die Zurückblickende und die Vorwärtsstrebende. Daneben ergaben sich zwei Ausnahme-Krähen: die Medusa-Krähe und die Exo-Krähe. Alle Plastiken können in der Patina schwarz, rot oder bronze erscheinen. Arie Van Selms Gemälde und Skulpturen sind in vielen öffentlichen und privaten Kunstkollektionen in Europa, den USA, Südamerika und Japan vertreten.

## Ausstellungen (Auswahl)

### Museen, Open Air
- 1979: Museum of Art, Longview, Texas[3]
- 1998:  Vatican Project Murales, Calvi, Umbrien[4]
- 2015: Crow II („Sitzend“), Kunsthalle Darmstadt[5]
- 2015: Large Crow I („Schreitend“) im Kurpark, Bad Homburg[6][7]

### Galerien
- 1980: Galerie Rapanui, Caracas
- 1985: Galerie d’Eendt, Amsterdam, NDL (mit Katalog)
- 1990: Thamm und Sander Galerie, Zürich (Gruppenausstellung)
- 1995: SE art + edition Galerie, Darmstadt (mit Katalog)
- 1998:  Wacker Kunst-Institut, Ausstellung Atelierstipendium, Mühltal/Frankfurt
- 1999: Winter Atelierstipendium Osaka, Japan
- 2002: Yvonne Veiherte Gallery, Riga / J & I Art Galerie, Saas Fee, USA
- 2003: Howard Scott Gallery, New York, NY,(mit Katalog)
- 2006: Elements of Fusion I* .*  Retrospective exhibition of twenty years, Irving Arts Center, Irving, Texas (mit Katalog)
- 2007: Frauenportraits, Kunstgalerie Fabrikkirche, Winterthur/Zürich, CH
- 2010: Rhythmus der Figuren, Regionalgalerie Südhessen, Regierungspräsidium, Darmstadt[8]
- 2011: The Crow / Die Krähe, Werkstattgalerie Hermann Noack (mit Katalog), Berlin
- 2013: Arie Van Selm  und Ingrid Honneth: Neue Werke, Barbara von Stechow Galerie, Frankfurt/M
- 2016: Skulptur und Malerei, Galerie Scheffel, Bad Homburg
- 2018: Focus Figur. Plastiken von Mensch und Tier (mit Tony Cragg), Galerie Scheinert, Darmstadt
- 2023: The Crow, Noack Galerie, Berlin[9]